# 營銷號
營銷號，是在網路平台上以行銷為名的一種特定信息發布者，主要活跃于中国大陆网络，在抖音、快手等短视频平台极为泛滥，严重影响平台内容质量。在Bilibili、知乎等中文平台，有些账號的行銷範圍僅涉足一般的商業廣告，也有同時涉及新聞資訊發布，此類資訊大部分是以加工或捏造等方式來制造不实信息，或是盜用他人圖文和影音內容來獲取利益，其透過召集水军、买卖网络账号等來吸引與轉移網民注意力，達致擾亂網絡資訊環境、影響輿論，政治、经济、生活、教育、游戏、影视、娱乐等各个领域都会有营销号，也有一些营销号团体集中于炒作单个话题（如发表有关MH370的阴谋论）。有说法指部分營銷號和中國大陸政治组织有关，会配合机关报发文，并组织五毛党参与网络论战。通常营销号的目的为盈利而非真正科普，因此可信度不高。

## 特征
- 标题党
- 常用词语，例如：眼前这位、我们下期再见、欢迎在视频下方留言评论
- 常用音乐，例如：《Trip》

## 整治活动
2020年4月24日，国家网信办对营销号整治活动进行总结，据初步统计，已清理相关文章6126篇，关停账号18576个。但是在各种热点事件中营销号根本没有消失，甚至是越来越多。可能的原因是营销号会注册多个账户（类似傀儡）来躲避封禁。

## 参看
- 内容农场
- 网络评论员
- 网络特工
- 关系营销
- 公共关系